# 2003년 하계 유니버시아드
2003년 하계 유니버시아드는 2003년 8월 21일부터 8월 31일까지 대한민국 대구광역시에서 열린 종합 스포츠 대회이다. 1997년의 1997년 동계 유니버시아드에 이어 대한민국에서 개최된 두 번째 유니버시아드이다.

## 참가국
| - 가나 - 가봉 - 가이아나 - 감비아 - 과테말라 - 괌 - 그레나다 - 그리스 - 기니 - 기니비사우 - 나미비아 - 나이지리아 - 남아프리카 공화국 - 네덜란드 - 네덜란드령 안틸레스 - 네팔 - 노르웨이 - 뉴질랜드 - 니제르 - 니카라과 - 대한민국 - 덴마크 - 도미니카 공화국 - 독일 - 동티모르 - 라오스 - 라트비아 - 러시아 - 레바논 - 루마니아 - 룩셈부르크 - 르완다 - 리비아 - 리투아니아 - 마다가스카르 - 마셜 제도 - 마카오 - 말라위 - 말레이시아 - 말리 - 멕시코 - 모로코 - 모리타니 - 모잠비크 | - 몰도바 - 몰디브 - 몰타 - 몽골 - 미국 - 미국령 버진아일랜드 - 미크로네시아 연방 - 바베이도스 - 바하마 - 방글라데시 - 버뮤다 - 베냉 - 베트남 - 벨기에 - 벨라루스 - 보스니아 헤르체고비나 - 보츠와나 - 볼리비아 - 부룬디 - 부르키나파소 - 부탄 - 불가리아 - 브라질 - 사모아 - 사우디아라비아 - 상투메 프린시페 - 세네갈 - 세르비아 몬테네그로 - 세이셸 - 소말리아 - 솔로몬 제도 - 수단 - 수리남 - 스리랑카 - 스와질란드 - 스웨덴 - 스위스 - 스페인 - 슬로바키아 - 슬로베니아 - 시리아 - 싱가포르 - 아랍에미리트 - 아루바 | - 아르메니아 - 아르헨티나 - 아이티 - 아일랜드 - 아제르바이잔 - 아프가니스탄 - 알바니아 - 알제리 - 앙골라 - 에리트레아 - 에스토니아 - 에콰도르 - 에티오피아 - 엘살바도르 - 영국 - 영국령 버진아일랜드 - 예멘 - 오만 - 오스트레일리아 - 오스트리아 - 온두라스 - 요르단 - 우간다 - 우루과이 - 우즈베키스탄 - 우크라이나 - 이라크 - 이란 - 이스라엘 - 이집트 - 이탈리아 - 인도 - 인도네시아 - 일본 - 자메이카 - 잠비아 - 적도 기니 - 조선민주주의인민공화국 - 조지아 - 중국 - 중앙아프리카 공화국 - 지부티 - 짐바브웨 - 차드 | - 체코 - 칠레 - 카메룬 - 카보베르데 - 카자흐스탄 - 캄보디아 - 캐나다 - 케냐 - 코모로 - 코스타리카 - 코트디부아르 - 콜롬비아 - 콩고 공화국 - 콩고 민주 공화국 - 쿠바 - 쿡 제도 - 크로아티아 - 키르기스스탄 - 키프로스 - 중화 타이베이 - 타지키스탄 - 탄자니아 - 태국 - 튀르키예 - 토고 - 통가 - 투르크메니스탄 - 튀니지 - 파나마 - 파라과이 - 파키스탄 - 팔레스타인 - 페루 - 포르투갈 - 폴란드 - 푸에르토리코 - 프랑스 - 피지 - 핀란드 - 필리핀 - 헝가리 - 홍콩 |

## 경기장
2003년 하계 유니버시아드 대회 당시 경기를 개최한 경기장은 다음과 같다.
| 종목   | 경기장                   | 세부종목     | 비고                           |
| ------ | ------------------------ | ------------ | ------------------------------ |
| 농구   | 대구시민체육관           |              |                                |
| 농구   | 정화여자고등학교 체육관  |              |                                |
| 농구   | 영남고등학교 체육관      |              |                                |
| 농구   | 구미 박정희체육관        |              |                                |
| 농구   | 경주 서라벌대학교 체육관 |              |                                |
| 농구   | 안동체육관               |              |                                |
| 배구   | 대구실내체육관           |              |                                |
| 배구   | 영남대학교 체육관        |              |                                |
| 배구   | 경일대학교 체육관        |              |                                |
| 배구   | 대구일중학교 체육관      |              |                                |
| 배구   | 영천실내체육관           |              |                                |
| 수영   | 두류수영장               | 경영, 다이빙 |                                |
| 수영   | 대구체육고등학교 수영장  | 수구         |                                |
| 양궁   | 예천 진호국제양궁장      |              |                                |
| 유도   | 계명문화대학교 체육관    |              |                                |
| 육상   | 대구스타디움             |              |                                |
| 체조   | 계명대학교 체육관        | 기계체조     |                                |
| 체조   | 경주실내체육관           | 리듬체조     |                                |
| 축구   | 대구시민운동장           |              | 철거 후 DGB대구은행파크로 건립 |
| 축구   | 대구 강변축구장          |              | 1구장~3구장                    |
| 축구   | 수성구민운동장           |              |                                |
| 축구   | 구미시민운동장           |              |                                |
| 축구   | 김천종합운동장           |              |                                |
| 태권도 | 경북고등학교 체육관      |              |                                |
| 테니스 | 유니버시아드 테니스장    |              |                                |
| 펜싱   | 엑스코                   |              |                                |

## 선수촌
선수촌의 명칭은 유니버시아드선수촌이다. 2003년 12월에 준공되었으며, 대한민국 대구광역시 북구 동변로(동변동)에 위치하고 있다. 선수촌은 1,935세대의 24개동으로 구성되어 있으며, 층수는 9층 ~ 15층으로 구성되어 있다.
1단지
- 주소 : 대구광역시 북구 동변동 697 (동변로 50)
- 세대수 : 775세대(총10개동)
- 층수 : 9층 ~ 15층
- 세대당주차대수 : 1.36대
- 면적 : 104㎡, 135A㎡, 135B㎡, 136C㎡
- 용적률 : 202%
- 건설사 : 현대건설(주)외 1사
- 난방 : 개별난방, 도시가스
- 배정학교 : 동변초등학교

2단지
- 주소 : 대구광역시 북구 동변동 682 (동변로 24)
- 세대수 : 1160세대(총14개동)
- 층수 : 11층 ~ 15층
- 세대당주차대수 : 1.01대
- 면적 : 76A㎡, 76B㎡, 92㎡, 105A㎡, 105B㎡, 105C㎡, 106D㎡
- 평형 : 23A평, 23B평, 28평, 31A평, 31C평, 32D평
- 용적률 : 199%
- 건설사 : 현대건설(주)외 1사
- 난방 : 개별난방, 도시가스
- 배정학교 : 동변초등학교

## 메달 집계
| 순위 | 국가                   | 금메달 | 은메달 | 동메달 | 합계 |
| ---- | ---------------------- | ------ | ------ | ------ | ---- |
| 1    | 중국                   | 41     | 27     | 13     | 81   |
| 2    | 러시아                 | 26     | 22     | 34     | 82   |
| 3    | 대한민국               | 26     | 12     | 17     | 55   |
| 4    | 우크라이나             | 23     | 15     | 17     | 55   |
| 5    | 일본                   | 13     | 13     | 21     | 47   |
| 6    | 프랑스                 | 8      | 8      | 4      | 20   |
| 7    | 영국                   | 8      | 3      | 6      | 17   |
| 8    | 미국                   | 5      | 13     | 18     | 36   |
| 9    | 조선민주주의인민공화국 | 3      | 8      | 3      | 14   |
| 10   | 폴란드                 | 3      | 4      | 3      | 10   |
| 11   | 중화 타이베이          | 3      | 3      | 5      | 11   |
| 12   | 벨라루스               | 3      | 3      | 4      | 10   |
| 13   | 독일                   | 3      | 2      | 8      | 13   |
| 14   | 헝가리                 | 3      | 2      | 7      | 12   |
| 15   | 체코                   | 3      | 0      | 3      | 6    |
| 16   | 오스트레일리아         | 2      | 5      | 5      | 12   |
| 17   | 이탈리아               | 2      | 5      | 5      | 12   |
| 18   | 카자흐스탄             | 2      | 4      | 0      | 6    |
| 19   | 남아프리카 공화국      | 2      | 1      | 2      | 5    |
| 20   | 우즈베키스탄           | 2      | 0      | 1      | 3    |
| 21   | 스페인                 | 1      | 4      | 8      | 13   |
| 22   | 브라질                 | 1      | 2      | 8      | 11   |
| 23   | 루마니아               | 1      | 2      | 4      | 7    |
| 24   | 네덜란드               | 1      | 1      | 2      | 4    |
| 25   | 모로코                 | 1      | 1      | 1      | 3    |
| 25   | 세르비아 몬테네그로    | 1      | 1      | 1      | 3    |
| 27   | 라트비아               | 1      | 0      | 0      | 1    |
| 27   | 몰도바                 | 1      | 0      | 0      | 1    |
| 29   | 멕시코                 | 0      | 3      | 2      | 5    |
| 30   | 핀란드                 | 0      | 3      | 1      | 4    |
| 31   | 슬로바키아             | 0      | 2      | 3      | 5    |
| 32   | 이란                   | 0      | 2      | 2      | 4    |
| 33   | 슬로베니아             | 0      | 2      | 0      | 2    |
| 33   | 튀르키예               | 0      | 2      | 0      | 2    |
| 35   | 캐나다                 | 0      | 1      | 2      | 3    |
| 35   | 스위스                 | 0      | 1      | 2      | 3    |
| 35   | 에스토니아             | 0      | 1      | 2      | 3    |
| 38   | 쿠바                   | 0      | 1      | 1      | 2    |
| 38   | 아일랜드               | 0      | 1      | 1      | 2    |
| 40   | 덴마크                 | 0      | 1      | 0      | 1    |
| 40   | 우간다                 | 0      | 1      | 0      | 1    |
| 42   | 크로아티아             | 0      | 0      | 3      | 3    |
| 42   | 태국                   | 0      | 0      | 3      | 3    |
| 44   | 이스라엘               | 0      | 0      | 2      | 2    |
| 45   | 아르메니아             | 0      | 0      | 1      | 1    |
| 45   | 자메이카               | 0      | 0      | 1      | 1    |
| 45   | 몽골                   | 0      | 0      | 1      | 1    |
| 45   | 말레이시아             | 0      | 0      | 1      | 1    |
| 45   | 오스트리아             | 0      | 0      | 1      | 1    |
| 45   | 그리스                 | 0      | 0      | 1      | 1    |
| 45   | 키프로스               | 0      | 0      | 1      | 1    |
| 45   | 바하마                 | 0      | 0      | 1      | 1    |
| 45   | 보스니아 헤르체고비나  | 0      | 0      | 1      | 1    |

## 경기 종목
| - 농구 - 다이빙 - 배구 - 수구 - 수영 | - 양궁 - 유도 - 육상 - 체조 - 축구 | - 태권도 - 테니스 - 펜싱 |